# Kevin Oldham
Kevin Oldham (* 30. August 1960 in Kansas City/Missouri; † 11. März 1993 ebenda) war ein US-amerikanischer Pianist und Komponist.

## Leben
Oldham hatte den ersten Klavierunterricht bei seinen Eltern und bei Latha Blim, einer Klavierlehrerin aus der Stadt. Er studierte drei Jahre an der Northwestern University u. a. bei Gui Mombaerts und darauf an der Juilliard School bei Herbert Stessin und Sascha Gorodnitzki, wo er den Bachelor- und Mastergrad erlangte. Er debütierte 1980 mit dem Detroit Symphony Orchestra unter Leitung von Erich Kunzel mit Sergei Rachmaninows Rhapsodie über ein Thema von Paganini und gab dann zahlreiche Rezitals in New York, Washington (Kennedy Center, 1986), Chicago, Atlanta, Houston, Los Angeles, Salt Lake City, Kansas City und mehreren europäischen Städten.
Obwohl Oldham nie eine formale Kompositionsausbildung absolviert hatte, komponierte er laut Angaben seines Lebenspartners Stephen Rotondaro schon seit seiner Kindheit. Nachdem bei ihm 1988 eine HIV-Infektion diagnostiziert worden war, beendete er seine Laufbahn als Pianist und widmete sich ganz der Komposition. Unter anderem komponierte er eine Orgelsinfonie, Klavierstücke, Lieder, eine (unvollendete) Oper (Thérèse Raquin), zwei Dutzend Kabarettsongs sowie Chorwerke für den Chor der Marble Collegiate Church in Manhattan, dessen Mitglied er war. Sein bedeutendstes Werk war ein Klavierkonzert, ein Auftragswerk des Festival of the Atlantic Young American Composers, dessen Uraufführung er 1991 selbst spielte, und für das er den Preis des Festivals erhielt. Zwei Monate vor seinem Tod führte er 1993 das Konzert nochmals mit der Kansas City Symphony auf.

## Werke
- Psalm 121, I Will Lift Up My Eyes Unto The Hills für gemischten Chor, Solosopran, Orgel und Pedalharfe
- Psalm 130, Out of the Depths Have I Cried to Thee Oh Lord für gemischten Chor, Solosopran, Orgel und Pedalharfe
- Psalm 150, Hallelujah! Praise The Lord für gemischten Chor und Orgel
- Do I Know Why für gemischten Chor und Klavier
- Variations on a French Noel für Klavier
- Ballade für Klavier
- Three Carols for Soprano mit Pedalharfe und Flöte
- Concerto for Piano